# Cassia circinnata
Cassia circinnata är en ärtväxtart som beskrevs av George Bentham. Cassia circinnata ingår i släktet Cassia och familjen ärtväxter. Inga underarter finns listade i Catalogue of Life.